# John Cornfield
John Richard Cornfield (ur. 10 grudnia 1958 w Epsom, Surrey) – brytyjski producent muzyczny oraz inżynier dźwięku. Od 1982 roku pracuje w Sawmills Studio w Kornwalii. Jako główny inżynier działał u boku cenionych producentów, m.in. Johna Leckiego i Toma Dowda, a także z szeregiem znanych artystów - The Stone Roses, XTC, Ride, Supergrass czy Robertem Plantem.

## Wybrana dyskografia

### Inżynier dźwięku/asystent
- The Dukes of Stratosphear - Psonic Psunspot (1987)
- The Stone Roses - Fools Gold/What The World Is Waiting For (1989)
- Robert Plant - Fate of Nations (1993)
- Ride - Carnival of Light (1994)
- Cast - All Change (1995)
- Supergrass - I Should Coco (1995)
- Catatonia - Way Beyond Blue (1996)
- Cast - Mother Nature Calls (1997)
- Muse - Showbiz (1999)
- Muse - Origin of Symmetry (2001)
- Muse - Hullabaloo Soundtrack (2002)
- Kashmir - Zitilites (2003)
- Shed Seven - Where Have You Been Tonight? Live (2003)

### Producent
- Supergrass - In It for the Money (1997)
- Supergrass - Supergrass (1999)
- The Bluetones - Science & Nature (2000)
- King Adora - Vibrate You (2001)
- Serafin - One More Way (EP 2) (2002)
- Spunge - The Story So Far... (2002)
- Muse - Absolution (2003)
- One Minute Silence - One Lie Fits All (2003)
- Razorlight - Up All Night (2004) (Sphere Studios)
- Supergrass - Supergrass Is 10 (2004)
- Athlete - Tourist (2005)
- Morning Runner - Wilderness Is Paradise Now (2006)